# Відхилення — нуль
«Відхилення — нуль» («Отклонение — ноль») — радянський художній фільм 1977 року, знятий режисером Олександром Столпером на кіностудії «Мосфільм».

## Сюжет
Льотчик-випробувач Антон Блиш перед випробуваннями нової моделі літака отримує звістку про загибель своєї дружини. За його відсутності лікар — дружина друга та дублера Виноградова — переконує начальство у тому, що Блиша треба знімати з випробувань. Але повернувшись до роботи, Антон сам надає право першості другові, чудовому льотчику-випробувачу, якому поки що не щастило.

## У ролях
- Георгій Тараторкін — Антон Блиш, льотчик-випробувач
- Ольга Яковлєва — Люся, лікар, дружина льотчика-випробувача Виноградова
- Альберт Філозов — Олексій Виноградов, льотчик-випробувач
- Любов Віролайнен — Ася, лікар
- Едішер Магалашвілі — Василь Григорович Кабахія, начальник польотів
- Віктор Зубарєв — Артур Сергійович, співробітник управління льотною службою
- Юрій Гусєв — авіамеханік
- Павло Махотін — Пахомов, начальник управління льотною службою
- Ніна Попова — Любаша, дружина Блиша
- Віктор Сергачов — чоловік Асі
- Надія Смирнова — Галка, дочка льотчика-випробувача Антона Блиша
- Віктор Мурганов — співробітник управління льотною службою
- Любов Писаренко — роль другого плану
- Сергій Голованов — генерал
- Володимир Маренков — співробітник Антона Блиша

## Знімальна група
- Режисер — Олександр Столпер
- Сценаристи — Олександр Столпер, Анатолій Маркуша
- Оператор — Володимир Климов
- Композитор — Ян Френкель
- Художник — Михайло Карташов